# غراناديا دي أبونا
بلدية غراناديا دي أبونا (بالإسبانية: Granadilla de Abona) هي بلدية تقع في مقاطعة سانتا كروث دي تينيريفه التابعة لمنطقة جزر الكناري جنوب غرب إسبانيا.

## الديموغرافيا
بلغ عدد سكان بلدية غراناديا دي أبونا 41.555 نسمة عام 2011 (وفقاً للمعهد الوطني للإحصاء الإسباني).
| 18.508 | 19.253 | 27.244 | 33.207 | 36.224 | 39.993 | 41.555 |

## توأمة
لغراناديا دي أبونا اتفاقيات توأمة مع كل من:
- كانكون
- Benito Juárez Municipality, Quintana Roo [الإنجليزية]‏

## أعلام
- باتريسيا رودريغز